# Rite dominicain
 (octobre 2019).
Si vous disposez d'ouvrages ou d'articles de référence ou si vous connaissez des sites web de qualité traitant du thème abordé ici, merci de compléter l'article en donnant les références utiles à sa vérifiabilité et en les liant à la section « Notes et références ».
Le rite dominicain est la manière de célébrer la messe et les sacrements dans l'ordre dominicain. Il est composé au XIIIe siècle à partir des traditions de plusieurs régions européennes (Rome, les diocèses italiens, Paris, Angleterre, spécialement Sarum, etc.). Ayant été abandonné au profit du rite romain révisé en 1970 par l'ordre des prêcheurs, il est aujourd'hui maintenu par les fraternités Saint-Vincent-Ferrier et Saint-Dominique ainsi que par des pères dominicains.

## Origines

### Histoire
Lorsque Dominique de Guzmán meurt en 1221, son ordre s'étend dans tout le monde latin. Les traditions liturgiques sont alors très diversifiées selon les régions et les diocèses. À la différence des ordres monastiques, dont les moines prononcent un vœu de stabilité, les frères prêcheurs sont des religieux itinérants, en fréquents déplacements. Chaque communauté dominicaine suit donc les observances et coutumes liturgiques du diocèse dans lequel elle est implantée. L'itinérance confronte donc rapidement les frères, changeant fréquemment de lieu d'assignation, à des coutumes locales qu'ils ignorent. Le chant de l'office commun devient difficile. La chose est particulièrement sensible dans les communautés d'études rassemblant des frères venus de provinces très éloignées géographiquement, ainsi qu'aux chapitres généraux, les grandes réunions annuelles des provinciaux de l'ensemble de l'ordre.
À partir de 1228, les premières règles unitaires sont mises en place par Jourdain de Saxe, imposant que la liturgie soit célébrée selon les rites du lieu du chapitre, et donnant quelques rubriques spécifiques à l'ordre. Le chapitre de Bologne, en 1244, demande la mise en place d'un rite unifié. Ce travail va durer 12 ans, et c'est en 1256, à Paris, après de nombreuses correction, que le chapitre, sous l'autorité d'Humbert de Romans, nouveau supérieur de l'ordre, valide le travail de la commission des 4 frères de régions et langues différentes sur l'office, le Missel, le Graduel et l'antiphonaire.
En 1267, le pape Clément IV publie une bulle qui salue l'œuvre accomplie, reconnait le rite dominicain comme catholique et interdit sa modification sans l'accord pontifical.
Plusieurs diocèses et ordre religieux vont adopter les normes liturgiques dominicaines comme l’Ordre Teutonique ou la cour d'Angleterre (sous le règne d'Édouard III).
Depuis, la liturgie dominicaine a été continuellement adaptée à la vie de l’Église ; les révisions des chapitres de Salamanque en 1551, Rome en 1777 et Gand en 1871 ne touchent pas à la cohérence intrinsèque du rite. En 1570, à la suite du concile de Trente, saint Pie V par la bulle Quo Primum impose à toute l’Église latine le Missel romain, mais il excepte de cette loi les liturgies qui existent depuis deux cents ans. La liturgie dominicaine conserve donc son individualité.

### Actualité
En 1970, à la suite du concile Vatican II, Paul VI publie une réforme importante du rite romain. Les dominicains abandonnent alors leur rite propre et adoptent les livres romains. En 1979, la Fraternité Saint-Vincent-Ferrier, d'inspiration dominicaine, prend le rite traditionnel dominicain, et s'en voit accorder l'usage par indult en 1988. De même, la Fraternité Saint-Dominique, issue de la mouvance lefebrviste (en rupture de communion par rapport à Rome) célèbre les sacrements selon ce rite. Aujourd'hui, le rite dominicain connaît un renouveau au sein de l'ordre, à la suite du Motu Proprio Summorum Pontificum de Benoît XVI.

### Sources
Alors que les franciscains décidaient d'utiliser les coutumes de la curie pour résoudre le problème d'unité au sein de leur ordre, le travail de l'équipe de liturgistes du chapitre dominicain ne l'adopte que partiellement et y ajoute des éléments empruntés à divers rites en usage auprès des frères de l'ordre. Dès 1277, le pape Nicolas III impose le missel mis en ordre par les franciscains au diocèse de Rome. Un certain nombre de coutumes romaines antiques ne sont alors maintenues que dans la liturgie dominicaine.[réf. nécessaire]

## Particularités
Il y a un grand nombre de différences entre la liturgie dominicaine et la liturgie romaine fixée par saint Pie V : différences touchant au calendrier ou à certaines formes de dévotion (en particulier la Sainte Vierge ou le Saint-Sacrement). Les différences les plus marquantes et visibles concernent l'ordinaire de la messe. Comme chez les  Chartreux, le célébrant et ses ministres ne montent à l’autel qu’après la répétition de l’introït par le chœur. On ne récite pas le psaume Judica me Deus, et l’on n’encense pas l’autel au moment du Kyrie. Après que le célébrant s'est placé du côté droit pour réciter l’épître, le graduel et l’alléluia, le sous-diacre lui présente le calice pour le préparer. Puis l’Évangile est chanté en présence de la croix de procession pour les fêtes majeures doubles. L’offrande simultanée du pain et du vin est une autre particularité, partagée avec les Chartreux et d'autres rites latins anciens. La prière de l’offertoire, l’« Orate fratres », le « Hæc sacrosancta commixtio » et les prières de la communion sont spécifiques au rite dominicain. En revanche, le « Domine non sum dignus », dont l’introduction à la Messe romaine est relativement récente, n'existe pas, ainsi que la prière « Domine Jesu Christe, qui dixisti ». Le prêtre se donne la communion avec la main gauche.